# Spisak tomova serije Beležnica smrti

Mangu Beležnica smrti napisao je Cugumi Oba, a ilustrovao Takeši Obata. Serijalizovala se u manga magazinu izdavačke kuće Shueisha, Weekly Shōnen Jump-u od decembra 2003. do maja 2006. godine, sa ukupno 12 tankobona.  Mangu je na srpski prevela izdavačka kuća . Prevedno je svih 12 tomova kao i kolekcija kratkih priča.

## Spisak tomova
| - Stranica 1: „Dosada” (退屈 ) - Stranica 2: „” ( ) - Stranica 3: „Porodica” (家族 ) - Stranica 4: „Struja” (電流 ) - Stranica 5: „Oči” (眼球 ) - Stranica 6: „Operacija” (操作 ) - Stranica 7: „Meta” (標的 ) |

| - Stranica 8: „Žena” (女 ) - Stranica 9: „Prorez” (穴 ) - Stranica 10: „Ujedinjenje” (合流 ) - Stranica 11: „Jedan” (一 ) - Stranica 12: „Bog” (神 ) - Stranica 13: „Odbrojavanje” (秒読 ) - Stranica 14: „Zavođenje” (誘惑 ) - Stranica 15: „Telefon” (電話 ) - Stranica 16: „Stoj na rukama” (逆立 ) |

| - Stranica 17: „Otpad” (芥 ) - Stranica 18: „Pogled” (視線 ) - Stranica 19: „Poniženje” (屈辱 ) - Stranica 20: „Prvi potez” (先手 ) - Stranica 21: „Suprotnost” (裏腹 ) - Stranica 22: „Zla sreća” (不幸 ) - Stranica 23: „Juriš” (激走 ) - Stranica 24: „Štit” (盾 ) - Stranica 25: „Budala” (馬鹿 ) |

| - Stranica 26: „Preokret” (転倒 ) - Stranica 27: „Ljubav” (恋心 ) - Stranica 28: „Presuda” (判定 ) - Stranica 29: „Oružje” (武器 ) - Stranica 30: „Bomba” (爆弾 ) - Stranica 31: „Lako” (簡単 ) - Stranica 32: „Kockanje” (賭 ) - Stranica 33: „Pokret” (移動 ) - Stranica 34: „” (投身 ) |

| - Stranica 35: „” (白紙 ) - Stranica 36: „Roditelj i dete” (親子 ) - Stranica 37: „Osmoro” (八人 ) - Stranica 38: „Udarac” (打撃 ) - Stranica 39: „Rastanak” (離別 ) - Stranica 40: „Saveznici” (仲間 ) - Stranica 41: „Macuda” (松田 ) - Stranica 42: „Raj” (天国 ) - Stranica 43: „Crno” (黒 ) |

| - Stranica 44: „Naslednik” (後継 ) - Stranica 45: „Zbrka” (無茶 ) - Stranica 46: „Nepodobno” (不向 ) - Stranica 47: „Bez okolišanja” (先走 ) - Stranica 48: „Razmena” (交換 ) - Stranica 49: „Saksijska biljka” (植木 ) - Stranica 50: „Detelina sa četiri lista” (四葉 ) - Stranica 51: „Pogrešna osoba” (誤認 ) - Stranica 52: „Prinudno zaustavljanje” (寸止 ) |

| - Stranica 53: „Urlik” (悲鳴 ) - Stranica 54: „Unutra” (中 ) - Stranica 55: „Nameštaljka” (創造 ) - Stranica 56: „Zagrljaj” (抱擁 ) - Stranica 57: „Dva izbora” (二択 ) - Stranica 58: „U dubini duše” (胸中 ) - Stranica 59: „Nula” (零 ) - Stranica 60: „Otmica” (誘拐 ) - Stranica 61: „Drugi” (二番 ) |

| - Stranica 62: „Odluka” (決断 ) - Stranica 63: „Meta” (的 ) - Stranica 64: „Pravi ugao” (直角 ) - Stranica 65: „Odgovornost” (責任 ) - Stranica 66: „Smrt” (死亡 ) - Stranica 67: „Taster” (釦 ) - Stranica 68: „Otkrovenje” (発見 ) - Stranica 69: „Let” (飛翔 ) - Stranica 70: „Žmarci” (身震 ) |

| - Stranica 71: „Kontakt” (接触 ) - Stranica 72: „Potvrda” (確認 ) - Stranica 73: „Opkoljeni” (背水 ) - Stranica 74: „Odlično izvedeno” (熱演 ) - Stranica 75: „Saznanje” (認知 ) - Stranica 76: „Pozdrav” (挨拶 ) - Stranica 77: „Korist” (利用 ) - Stranica 78: „Predviđanje” (予測 ) - Stranica 79: „Laži” (白々 ) |

| - Stranica 80: „Ćišćenje” (掃除 ) - Stranica 81: „Najava” (通告 ) - Stranica 82: „Glavom i bradom” (自分 ) - Stranica 83: „Brisanje” (削除 ) - Stranica 84: „Slučajnost” (偶然 ) - Stranica 85: „Izbor” (当選 ) - Stranica 86: „Japan” (日本 ) - Stranica 87: „Sutra” (明日 ) - Stranica 88: „Razgovor” (会話 ) |

| - Stranica 89: „Srodne duše” (同心 ) - Stranica 90: „Pretpremijera” (予告 ) - Stranica 91: „Zastoj” (停止 ) - Stranica 92: „Noć” (夜 ) - Stranica 93: „Odluka” (決定 ) - Stranica 94: „Napolju” (外 ) - Stranica 95: „Pristanak” (納得 ) - Stranica 96: „U međuvremenu” (一方 ) - Stranica 97: „Razno” (色々 ) - Stranica 98: „Svi” (全員 ') |

| - Stranica 99: „Dvojica” (二人 ) - Stranica 100: „Licem u lice” (対面 ) - Stranica 101: „Podsticaj” (誘導 ) - Stranica 102: „Strpljenje” (我慢 ) - Stranica 103: „Objava” (宣言 ) - Stranica 104: „Odgovor” (答 ) - Stranica 105: „Nemoguće” (無理 ) - Stranica 106: „Ubilački nagon” (殺意 ) - Stranica 107: „Zavesa” (幕 ) - Stranica 108: „Kraj” (完 ) |

### Beležnica smrti: Kratke priče
| Бр. | Првобитни датум издања | Првобитни         | Датум издања на српском | на српском        |
| --- | ---------------------- | ----------------- | ----------------------- | ----------------- |
| — | 4. фебруар 2021.       | 978-4-08-882573-1 | 15. март 2022.          | 978-86-6163-567-0 |
| \| - „c-Kira” (キラ編 -) - „a-Kira” (キラ編 -) - „: stripovi u četiri panela” (にラクガキ4コマ ) - „L-jednog dana” - „L-Vamis haus” - „Taro Kagami” (鏡太郎編 -) \| |                        |                   |                         |                   |
| - „c-Kira” (キラ編 -) - „a-Kira” (キラ編 -) - „: stripovi u četiri panela” (にラクガキ4コマ ) - „L-jednog dana” - „L-Vamis haus” - „Taro Kagami” (鏡太郎編 -)       |                        |                   |                         |                   |